# 박노홍
이부풍(李扶風, 본명: 박노홍, 본명 한자: 朴魯洪, 1914년 3월 15일~1982년 1월 22일)은 일제강점기와 대한민국의 작가이자 문인이다. 또한 이사라(李史羅)라는 필명으로도 유명하였다.
작사가, 극작가 및 시인 겸 소설가, 영화 시나리오 집필 각본 작가, 영화감독 겸 영화제작자, 기업인로도 활동했고, 1981년에 50년간 동안의 모든 예단 및 문단 활약 등에서 은퇴하였다.

## 본명과 필명
그의 본명은 박노홍이고, 이부풍(李扶風), 이노홍, 이사라(李史羅), 강영숙(姜榮淑), 노다지, 화산월, 이고려(李高麗) 등 여러 필명을 사용하였다. 이 가운데 이부풍이라는 필명으로 가장 잘 알려져 있다. 본명은 문학 작품 창작과 악극사, 가요사, 영화제작 때에 주로 사용하였고, 이부풍은 대중가요 작사와 악극 극작 때에 주로 사용하였다.

## 생애
충청남도 부여의 독실한 개신교 가정에서 출생하였고 지난날 한때 중화민국 만저우 지역 지린 성 룽징에서 잠시 유아기를 보낸 적이 있는 그는 이후 충청북도 청주와 경상남도 함양과 경상북도 달성과 경상북도 봉화와 경상북도 영풍과 전라남도 영광에서 청년기를 보내었다.
그는 1931년, 동아일보 신춘문예 시조부문에 〈봄빛〉으로 당선된 것을 계기로 문단에 데뷔하였다. 이후 소설도 발표하고 만요의 가사를 쓰면서 활발한 활동을 펼쳤다. 이때부터 이고려(李高麗)라는 필명을 병용하기 시작하였다.
대중가요 작사는 1937년 경부터 시작하여 빅타레코드 전속작가로 노랫말을 발표하였다. 1938년 남인수의 〈애수의 소야곡〉이 공전의 히트를 기록한 것을 비롯하여, 박단마의 〈나는 열일곱 살이에요〉, 〈아이고나 요 맹꽁〉, 황금심의 〈외로운 가로등〉 등 히트작을 계속 내놓았다. 〈알뜰한 당신 〉은 이부풍 작사로 잘못 알려져 있는데 이는 월북 작가인 조명암의 작품이다.
1940년대 이후로는 악극 창작에 주력하였다. 《의사 안중근》, 《알뜰한 당신》, 《물새야 왜 우느냐》 등 많은 악극의 대본을 집필했다. 그 사이 대중가요로는 남인수의 〈가거라 삼팔선〉, 명국환의 〈백마야 울지 마라〉를 지어 히트시켰다. 악극단이 침체기에 접어든 1950년대 말부터는 영화 시나리오를 쓰고 제작을 겸하였다. 1959년 영화인 《밤마다 꿈마다》에서는 감독을 맡기도 했다.
4·19 직후 국제친선문화협회라는 단체의 설립을 주도하였다. 5·16 등으로 인하여 이 단체가 해산되면서, 당시 어언 약 30년여 동안의 예단 및 문단 활약이 사실상으로 위축되면서 그간 잠적한 뒤 1970년대에 복귀하여, 이후 말년에는 거의 활동을 하지 못하였다.
그는 한국의 악극과 대중가요의 역사를 정리한 《한국가요전집》(1980, 회고작)과 해설서인 《한국가요사》(1981, 은퇴작)를 남겼다.

## 참고 자료
- 강옥희,이영미,이순진,이승희 (2006년 12월 15일). 《식민지시대 대중예술인 사전》. 서울: 소도. 114~116쪽쪽. ISBN 978-89-90626-26-4.
- 이부풍 - 한국학중앙연구원